# Spilosoma contaminata
Spilosoma contaminata är en fjärilsart som beskrevs av Alfred Ernest Wileman 1910. Spilosoma contaminata ingår i släktet Spilosoma och familjen björnspinnare. Inga underarter finns listade i Catalogue of Life.